# ۳۹۶ (قمری)
۳۹۶ (قمری)، سیصد و نود و ششمین سال در گاهشماری هجری قمری است. اول محرم این سال برابر با چهاردهم اکتبر سال ۱۰۰۵ میلادی است.

## زادگان
- ۲ شعبان - خواجه عبدالله انصاری دانشمند و عارف مسلمان